# Saponaria cypria
Saponaria cypria är en nejlikväxtart som beskrevs av Pierre Edmond Boissier. Saponaria cypria ingår i släktet såpnejlikor, och familjen nejlikväxter. Inga underarter finns listade i Catalogue of Life.